# Lukov (hrad)
Lukov je hrad v Česku, který leží asi tři kilometry od obce Lukov na Zlínsku. Hrad je ve stavu zříceniny, ale je soustavně opravován Spolkem přátel hradu Lukova a Hnutím Brontosaurus. Od roku 1964 je chráněn jako kulturní památka.

## Historie
Doba vzniku hradu ani jeho zakladatel nejsou známy, použitá technika zdění však naznačuje, že nejstarší části hradu byly postaveny ve druhé čtvrtině 13. století. Hrad byl postaven jako zeměpanský, o čemž se zmiňuje Karel IV. ve svém životopise, který tento hrad vykoupil ze zástavy zpět do korunního majetku.
První věrohodná písemná zmínka pochází z roku 1332, kdy vdova Markéta po zemřelém Zdeslavu ze Šternberka nechala sepsat listinu, která určila olomouckému klášteru sv. Kláry ves Štarnov na šternberském panství; hrad sice král Karel IV. ze zástavy vykoupil, ale po roce 1342 ho prodal Zdeslavovu synovi Matoušovi ze Šternberka. Po otcově smrti připadl hrad jeho synům Zdenkovi a Ješkovi. Zdeňkův syn Albrecht ze Šternberka a Lukova si musel roku 1409 vydobýt právo na užívání poloviny Lukova na svém strýci vojenskou silou. Po roce 1425 získali Lukov bratři Jiřík a Lacek ze Šternberka a Lukova, kteří postoupili svému příbuznému Albrechtovi ze Šternberka a Holešova polovinu Holešova. Lackův syn Albrecht starší ze Šternberka a Lukova udělal opak a vyměnil Lukov se svým prastrýcem Matoušem ze Šternberka a Holešova za Holešov. Matoušův syn Albrecht mladší ze Šternberka a Lukova opravoval hrad poničený za česko-uherských válek. Protože Albrecht mladší zemřel bez mužského potomka, dědila ho jeho dcera Ludmila. Ta se zasnoubila se Smilem Kunou z Kunštátu, zásnuby sice časem zrušila, ale majetek připadl roku 1511 rodu pánů z Kunštátu.
Majetkovými převody uvnitř rodu se Lukov dostal do rukou Jana Kuny z Kunštátu; jeho synové však majetek prodali již roku 1547 rodu Nekšů z Landeka. Poslední členka tohoto rodu Lukrécie Nekšovna z Landeka si po ovdovění vzala roku 1609 za druhého manžela Albrechta z Valdštejna, který panství vyženil.
V roce 1724 koupil panství Lukov hrabě Jan Fridrich ze Seilern-Aspangu, který nechal přemístit vrchnostenské kanceláře z chátrajícího hradu Lukov do vsi; od roku 1793 pak byl starý hrad neobydlen a už v roce 1804 je uváděn jako zřícenina.

## Fauna
Na hradě Lukov bylo v letech 2004–2006 zjištěno 35 druhů suchozemských plžů.